# Pontisk-kaspiske slette
Den pontisk-kaspiske steppe er navnet på et vidtstrakt steppelandskab, der dækker hovedparten af området nord for Sortehavet så langt mod øst som til det Kaspiske hav, det indbefatter de centrale regioner af Ukraine, det sydvestlige Rusland, det vestlige Kasakhstan, samt dele af Moldova. Den grænser mod den Kasakhstanske steppe i øst, og er en del af den større Eurasiske steppe.
Området svarer til de antikke regioner Scythia og Sarmatia nord for Sortehavet, der af romerne blev kaldt Pontus Euxinus; herfra stammer betegnelsen Pontisk. Igennem flere årtusinder har steppen været beboet af forskellige nomadefolk, hvoraf flere gennemførte store erobringstogter mod vest og syd, og som derfor har haft stor betydning for Europas og Mellemøstens historie.
Betegnelsen Ponto-Kaspiske region bruges indenfor biogeografien til at klassificere økosystemerne på steppen, i Sortehavet, Kaspiske hav og Azovhavet.[kilde mangler]
Genetiske studier har vist, at det sandsynligvis var i dette område, at den første tæmning af hesten fandt sted.

## Geografi og økologi
Den Pontisk-Kaspiske steppe dækker et areal på 994 000 km² og strækker sig fra Rumænien i vest over de sydlige områder af Moldova, Ukraine, Rusland til de nordvestlige dele af Kasakhstan og Uralbjergene. Steppen grænser op til den Østeuropæiske skovsteppe, som er en overgangszone mellem græssletterne i syd og de tempererede løvskove i nord. Mod syd grænser steppen op til Sortehavet, Krimhalvøen og Kaukasus, der er dækket af subtropiske skove. Mod øst grænser steppen op til det Kaspiske hav i Dagestan og den tørre Kaspiske sænkning mellem steppen og det Kaspiske hav. Mod sydøst grænser steppen op til den Kasakhstanske steppe.
De ponto-kaspiske søer er rester efter den forhistoriske Turgaisø, som var en del af den tidligere Pannoniske sø, som strakte sig syd og øst for Uralbjergene og dækkede meget af det som i dag er den Vestsibiriske slette i mesozoikum og kenozoikum.

## Forhistoriske kulturer
- Sredny Stog-kulturen ca. 4.500-3.500 f.v.t.
- Yamna/Kurgan-kulturen 3.500-2.300 f.v.t.
- Katakombe-kulturen 3.000-2.200 f.v.t.
- Srubna-kulturen 1.600-1.200 f.v.t.
- Novotsjerkassk-kulturen 900-650 f.v.t.

## Historiske nationer
Følgende liste indbefatter stater og folkeslag, der i historisk tid har kontrolleret hele eller dele af den Pontisk-Kaspiske steppe:
- Indo-Iranerne; 20. – 15. århundrede f.v.t.
- Kimmerierne 8.-7. århundrede f.v.t.
- Skyterne 8. – 4. århundrede f.v.t.
- Sarmaterne 5. årh. f.v.t. – 5. årh. e.v.t.
- Goterne 3. – 6. årh. e.v.t.
- Bulgarerne 3. – 6. årh. e.v.t.
- Hunnerne 4. – 8. årh. e.v.t.
- Alanerne 5. – 11. årh. e.v.t.
- Eurasiske avarere 6. – 8. årh. e.v.t.
- Göktürkerne 6. – 8. årh. e.v.t.
- Onogurerne 8. årh. e.v.t.
- Sabirerne 6. – 8. årh. e.v.t.
- Khazarerne 6. – 11. årh. e.v.t.
- Petsjenegerne 8. – 11. årh. e.v.t.
- Kiptsjakerne 11. – 13. årh.
- Den Gyldne Horde 13. – 15. årh.
- Kosakkerne 14. – 18. årh.
- Krim-khanatet, volgatatere, nogaier og andre tyrkiske stater og stammer 15. – 18. årh.
- Det russiske zardømme 18. – 20. årh.
- Sovjetunionen 20. århundrede
- Moldova, Kasakhstan, Rusland, Ukraine 1991 til i dag

## Eksterne links
- Den pontiske steppe (World Wildlife Fund)
- google maps

48°21′24″N 44°31′48″Ø / 48.356534°N 44.530067°Ø